# Bhutanotrechus
Bhutanotrechus is een geslacht van kevers uit de familie van de loopkevers (Carabidae). De wetenschappelijke naam van het geslacht is voor het eerst geldig gepubliceerd in 1977 door Ueno.

## Soorten
Het geslacht Bhutanotrechus is monotypisch en omvat slechts de volgende soort:
- Bhutanotrechus reflexicollis Ueno, 1977